# Sobre Nós Dois e o Resto do Mundo
Sobre Nós Dois e o Resto Do Mundo é o segundo álbum do cantor brasileiro Roberto Frejat, lançado em 2003 pela Warner Music Brasil.

## Faixas
1. Sobre Nós Dois E O Resto Do Mundo - 3:23[3]
2. Eu Preciso Te Tirar Do Sério - 3:48
3. O Que Mais Me Encanta - 2:57
4. Trapaça Da Dor - 3:09
5. Seu Amorzinho - 3:09
6. 50 Receitas - 3:40
7. Túnel Do Tempo - 3:46
8. Desculpas Já Não Peço Mais - 3:24
9. 3 Minutos - 3:49
10. O Início Depois Do Fim - 3:21
11. Paz Nunca Mais - 3:28
12. Eu Preciso Te Tirar Do Sério [Sexy Mix] - 6:06
13. Eu Preciso Te Tirar Do Sério [multimedia track]

## Formação
Álvaro Alencar na mixagem, Tomás Baptista como assistente, João Barone na bateria, Sónia Barreto no design, Maurício Barros, como produtor, no sinetizador, no piano, no órgão, nos vocais, no mellotron, no vocoder, nas fendas rhodes, no wurlitzer e no baixofone, Renato "Massa" Calmon na bateria, Roberto Frejat no dobro, no violão, nos vocais, e no violão 12 String, no violão slide, no violão lap steel, no coral citar e no bandolim, Ricardo Garcia na masterização, Christian Gaul como fotográfo, Guto Goffi na bateria, Mauro Manzoli, Bruno Migliari no baixofone, Renato Munoz, Mauricio Negão no baixofone, Silvia Panella como coordenadora de gráficos, Cristina Portella como coordenadora de gráficos, Fernando Rebelo como assistente, Bi Ribeiro no baixofone, Rodrigo Santos no baixofone, Wagner Vianna como coordenador de produção